# Garzón (Urugwaj)
Garzón – miasto w Urugwaju, w departamencie Maldonado.